# Scrobipalpuloides
Scrobipalpuloides is een geslacht van vlinders van de familie tastermotten (Gelechiidae).

## Soorten
- S. ascendens Povolny, 1990
- S. congruens Povolny, 1987
- S. dispar Povolny, 1990
- S. habitans Povolny, 1987
- S. inapparens Povolny, 1987